# ND Primorje
El ND Primorje es un equipo de fútbol de Eslovenia que juega en la Segunda Liga de Eslovenia, la segunda división nacional.

## Historia
Fue fundado el 6 de junio de 2011 en la ciudad de Ajdovščina como Nogometno društvo Ajdovščina luego de la desaparición del NK Primorje, el cual desapareció unos meses antes por deudas financieras y por fallar en obtener el permiso de competición de la Football Association of Slovenia.
Se fusionaría con el ŠD Škou antes de iniciar la temporada 2012–13. El equipo logró el ascenso a la tercera división tras obtener el subcampeonato en la Littoral League en 2012/13.
En 2016 el club pasa a llamarse ND Primorje.

## Entrenadores
- Andrej Komac (2019-21)
- Borivoje Lucic (2021)
- Igor Bozic (2021-22)
- Milan Anđelkovič (2022-)

## Palmarés
- Tercera Liga de Eslovenia: 1

2014/15